# 罗伯托·基亚奇格
罗伯托·基亚奇格（義大利語：Roberto Chiacig，1974年12月1日—），意大利男子篮球运动员。他曾代表意大利获得2004年夏季奥运会篮球比赛男子银牌。他也参加了2000年夏季奥运会。